# Fentress megye
Fentress megye az Amerikai Egyesült Államokban, azon belül Tennessee államban található. Megyeszékhelye és legnagyobb városa Jamestown. Lakosainak száma 18 489 fő (2020. április 1.). Fentress megye Pickett, Cumberland, Scott, Morgan, Putnam és Overton megyékkel határos.

## Népesség
A megye népességének változása:
| Lakosok száma | 17 916 | 17 999 | 17 915 | 17 909 | 17 917 | 18 489 |
|               | 2010   | 2011   | 2012   | 2013   | 2015   | 2020   |